# Visconde de Ribamar
Visconde de Ribamar é um título nobiliárquico criado por D. Luís I de Portugal, por Decreto de 23 de Agosto de 1864, em favor de João da Costa Carvalho.
Titulares
1. João da Costa Carvalho, 1.º Visconde de Ribamar;
2. Henriqueta Sofia Leonor da Costa Carvalho, 2.ª Viscondessa de Ribamar.

Após a Implantação da República Portuguesa, e com o fim do sistema nobiliárquico, usaram o título: 
1. João da Costa Carvalho Talone, 3.º Visconde de Ribamar;
2. Augusto Frederico Potsch da Costa Carvalho Talone, 4.º Visconde de Ribamar;
3. João Augusto Sanguinetti da Costa Carvalho Talone, 5.º Visconde de Ribamar;
4. João Luís Ramalho Carvalho Talone, 6.º Visconde de Ribamar.